# アルフレッド・コージブスキー
アルフレッド・コージブスキー（Alfred Korzybski ([kɔːrˈzɪbski, -ˈzɪp-, -ˈʒɪp-, kəˈʒɪpski] ポーランド語: [ˈalfrɛt kɔˈʐɨpskʲi]; 1879年7月3日 - 1950年3月1日) は、ロシア帝国 (現ポーランド) ワルシャワ生まれの学者。一般意味論の構築で有名。後にアメリカ合衆国に渡り、コネチカット州レークヴィルで死去。

## 経歴
コージブスキーは貴族の家系に生まれた。代々、数学者、科学者、技術者を輩出する家系であり、彼も技術者となるべく教育された。
コージブスキーはワルシャワ工科大学で学んだ。第一次世界大戦の時、コージブスキーはロシア軍の情報部員として働いた。脚などに怪我を負った後、1916年に北アメリカに渡り（最初はカナダ、後にアメリカ合衆国）、前線への大砲の出荷を進める調整を行った。彼はまたポーランド系アメリカ人の聴衆に前線の状況を説明し、戦時公債の販売促進も行った。戦後、アメリカに残ることを決め、1940年に帰化。彼の最初の著書 Manhood of Humanityは1921年に出版された。この本の中で彼は人類に関する新たな理論の詳細を記述している。それが「時間結合 (time-binding) を行う生命としての人類」である。

## 一般意味論
彼の最大の業績は一般意味論 (GS) と呼ばれる規範を確立したことである。コージブスキーが明確に述べているように、一般意味論は意味論とは全く異なる。一般意味論の基本原則は1933年に出版された『科学と正気』 (Science and Sanity) に詳しい。1938年、コージブスキーは Institute of General Semantics（一般意味論研究所）を設立した 。
コージブスキーの一般意味論を簡単に説明すると、人間が神経系の構造と言語の構造によって制限されていると主張するものであった。人間は世界を直接体験することはできず、何らかの抽象化が介在する（言語以外の知覚も神経系を経由するし、言葉によるものは言語を経由する）。我々の認識と言語は事実を誤認させることがある。実際に起きている事象と我々が理解している事象の間には「構造の相似性」が欠けている場合がある。彼は抽象化を意識する訓練が必要であるとし、彼の数学と科学の知識から訓練方法を構築した。これを彼は「抽象過程への自覚」と呼んだ。彼の体系は、例えば「私は知らない。だから見てみよう」といった態度を取ることによって世界に相対してよりよい発見を得て、現代科学が示す現実を世界観に反映させるなどの手法が含まれる。

## コージブスキーと be 動詞
コージブスキーの支持者と批判者が注目したのは、一般意味論の体系全体ではなく、コージブスキーが be 動詞について言った単純な問題である。しかし、一般意味論がベースとしているのは「抽象化の段階」の違いとか「抽象過程への自覚」の定式化などである。コージブスキーは be 動詞の使用に反対したとよく言われているが、それには不幸な誇張がある。彼は同一性を示す be 動詞や断定の be 動詞が構造的に問題があると考えていた。例えば、"Joe is a fool."（ジョーは馬鹿だ）という文である。コージブスキーの体系では、ジョーに対する他人の評価はジョー自身よりも高い抽象性を持つ。コージブスキーの対応策は同一性を否定することである。例えば、先の例では、「ジョー」は我々が彼を「そう呼ぶもの」では「ない」ということを常に意識すべきであると言う。我々は言葉の領域（単語の世界）ではなく、言葉以外の領域でジョーを見出す（コージブスキーによれば、ふたつの領域は抽象の段階が異なる）。
これを表すコージブスキーの最も有名な言葉が「地図は現地ではない」である。「地図は現地ではない」 (The map is not the territory) という文には be 動詞が "is not" という形で使われている。この例は彼が be 動詞を完全に破棄すべきものとは考えていなかったことを示している。実際、彼は助動詞としての用法や存在や位置を示すための用法には何の問題もないとしていた。be 動詞の問題のある使い方も、構造的な問題を意識した上で使うぶんには問題ない場合もある。

## 逸話
ある日コージブスキーは学生達への講義を突然中断し、白い紙に包まれたビスケットの包みをブリーフケースから取り出すと「何か食べたかったんだ」などとぶつぶつ言い、前列に座っていた学生達にビスケットを勧める。「うまいだろう」とコージブスキーは言い、2枚目をつまんだ。学生達は元気にビスケットを食べている。するとコージブスキーはビスケットの包みを覆っていた白紙を取り払って本来のパッケージを見せた。そこには犬の絵が大きく描いてあり "Dog Cookies" (犬用ビスケット) の文字がある。学生達はそれを見るとショックを受け、2人の学生が手を口にあてて教室からトイレへと駆け出した。コージブスキーは言った。
「みなさん、これでわかったでしょう。人は食べ物を口にするときに言葉も食べていることを示したのです。食べ物本来の味はしばしば言葉の味に劣ります。」
見たところ、彼の冗談は、現実と現実を表現する言語との混乱や合成が人間の苦悩を生むことを示したものであろう。

## 影響
コージブスキーの業績はゲシュタルト療法、論理療法、および神経言語プログラミングに影響を与えた（特にメタモデルとして）。1940年代から1950年代にわたり影響を受けた有名人として、アルバート・エリス、グレゴリー・ベイトソン、バックミンスター・フラー、ダグラス・エンゲルバート、アルビン・トフラー、ロバート・A・ハインライン、L・ロン・ハバード、A・E・ヴァン・ヴォークト、ロバート・アントン・ウィルスン などがいる。

## 関連資料
和書
- 根建金男「認知行動療法の展開-起源原理臨床例(海外論文紹介)」『行動療法研究』第19巻第1号、日本認知・行動療法学会、1993年3月、55-66頁、CRID 1390001288145776256、doi:10.24468/jjbt.19.1_55、ISSN 0910-6529。
- 葛西俊治「解釈的心理学研究における理論的基盤とアブダクションに基づくモデル構成法」『札幌学院大学人文学会紀要』第78巻、札幌学院大学人文学会、2005年11月、1-26頁、CRID 1050282813180153856、ISSN 0916-3166。
- 葛西俊治「身体心理療法の基本原理とボディラーニング・セラピーの視点」『札幌学院大学人文学会紀要』第80巻、札幌学院大学人文学会、2006年11月、85-141頁、CRID 1050282813180158208、ISSN 0916-3166。
- 東郷雄二「言葉に憑かれた人たち:人工言語の地平から(6)コージブスキーと一般意味論」『すばる』第26巻第4号、集英社、2004年4月、250-257頁、CRID 1520854805934523648、ISSN 03876381、NAID 40006202222、国立国会図書館書誌ID:6868243。

洋書
- R. Diekstra (1993年), Haarlemmer Dagblad。
- Kodish, Bruce. 2011. Korzybski: A Biography. Pasadena, CA: Extensional Publishing. 並製 ISBN 978-0-9700664-0-4, 上製 ISBN 978-09700664-28.
- Kodish, Bruce and Susan Presby Kodish. 2011. Drive Yourself Sane: Using the Uncommon Sense of General Semantics, Third Edition. Pasadena, CA: Extensional Publishing. ISBN 978-0-9700664-1-1
- Alfred Korzybski, Manhood of Humanity, foreword by Edward Kasner, M. Kendig (註), Institute of General Semantics, 1950, 上製, 2nd edition, 391 pages, ISBN 0-937298-00-X.
- Science and Sanity: An Introduction to Non-Aristotelian Systems and General Semantics, Alfred Korzybski, Robert P. Pula (序), Institute of General Semantics, 1994, 5th edition, 上製 ISBN 0-937298-01-8.
- Alfred Korzybski, Collected Writings 1920-1950, Institute of General Semantics, 1990, 上製, ISBN 0-685-40616-4
- Montagu, M. F. A. (1953). Time-binding and the concept of culture.  The Scientific Monthly, Vol. 77, No. 3 (September 1953), pp. 148–155.
- Murray, E. (1950). In memoriam: Alfred H. Korzybski.  Sociometry, Vol. 13, No. 1 (February 1950), pp. 76–77.